# Rineloricaria parva
Rineloricaria parva är en fiskart som först beskrevs av Boulenger, 1895.  Rineloricaria parva ingår i släktet Rineloricaria och familjen Loricariidae. Inga underarter finns listade i Catalogue of Life.